# Panambí Kilómetro 8
Mariano Necochea, más conocido como Panambí Kilómetro 8, es una localidad argentina ubicada en el departamento Oberá de la Provincia de Misiones. Depende administrativamente del municipio de Panambí, de cuyo centro urbano dista unos 12 kilómetros.
La localidad se desarrolla longitudinalmente sobre la Ruta Provincial 5, que la vincula al sudeste con Panambí y al noroeste con Oberá. Fue desde la década de 1940 un núcleo primordial de asentamiento en la zona y recién en el año 2001 fue superado en población por Puerto Panambí. Según el censo del 2001, Panambí Kilómetros 8 tenía una población de 705 habitantes. En sus cercanías se encuentra el salto Paca, uno de los atractivos turísticos del departamento Oberá.

## Referencias

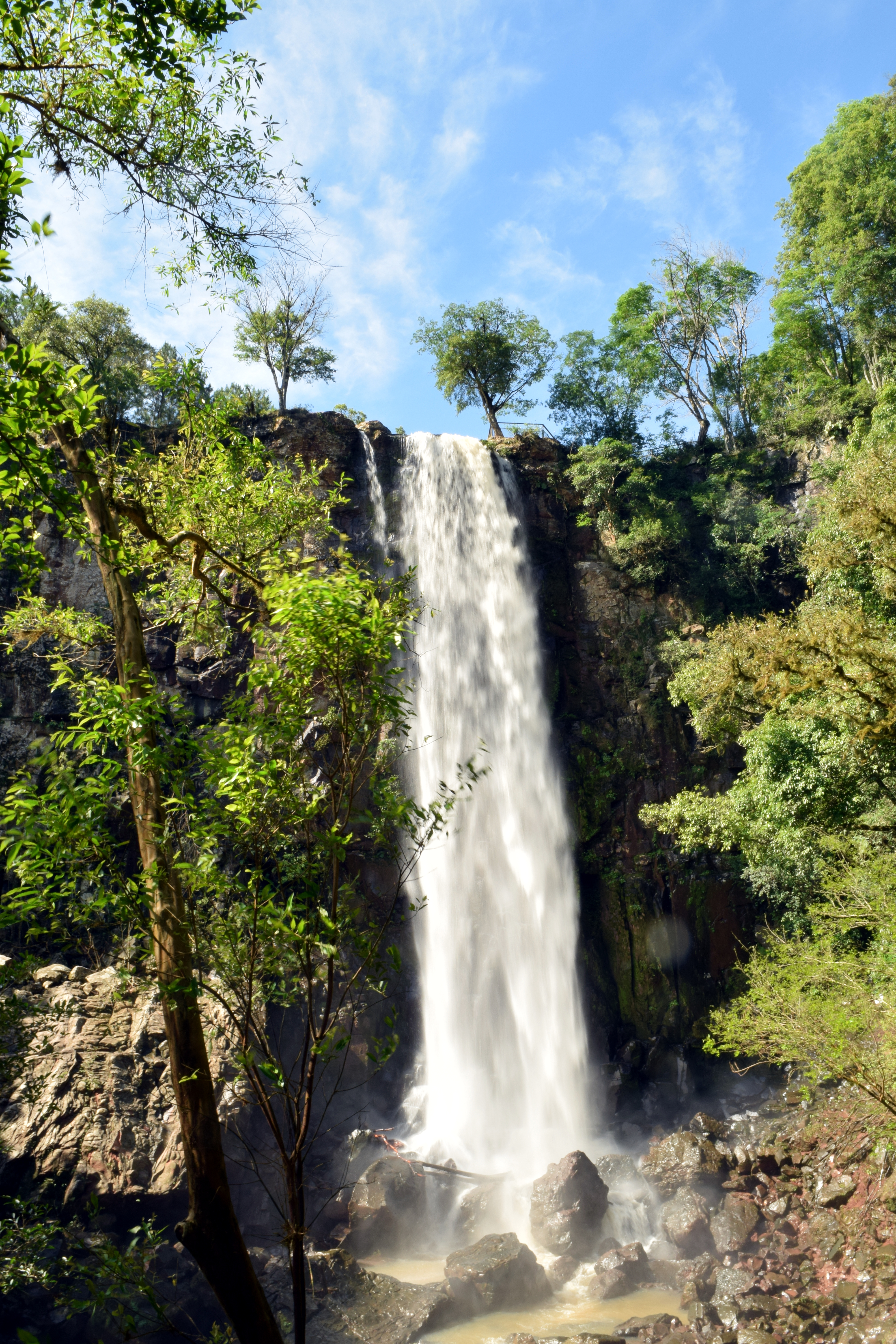
El Salto Paca, principal atractivo turístico de la localidad.